# Alexander Conrad
Alexander Conrad (ur. 15 listopada 1966 we Frankfurcie nad Menem) – niemiecki piłkarz występujący na pozycji obrońcy. Trener piłkarski.

## Kariera klubowa
Conrad jako junior grał w klubach SG Riederwald, FSV Frankfurt oraz Schwarz-Weiß Frankfurt. W 1984 roku trafił do Eintrachtu Frankfurt z Bundesligi. W tych rozgrywkach zadebiutował 30 marca 1985 roku w zremisowanym 1:1 meczu z Bayerem Uerdingen. W 1988 roku zdobył z klubem Puchar RFN. W tym samym roku został wypożyczony do Borussii Dortmund, również z Bundesligi. W 1989 roku zdobył z nią Puchar RFN. W tym samym roku powrócił do Eintrachtu. W 1990 roku Conrad przez kilka miesięcy przebywał na wypożyczeniu w drugoligowym Hessen Kassel.
W 1991 roku odszedł z Eintrachtu do Rot-Weiß Erfurt z 2. Bundesligi Süd. Spędził tam rok, a później został zawodnikiem zespołu FSV Frankfurt, grającego w niższych klasach rozgrywkowych. W latach 1994–1995 występował z nim w 2. Bundeslidze. W 1997 roku trafił do amatorskiego SV Raunheim. W 1998 roku przeniósł się do TSG Usingen, gdzie w 2001 roku zakończył karierę.

## Kariera reprezentacyjna
W 1987 roku Conrad rozegrał 1 spotkanie w reprezentacji RFN U-21.